# Eucheuma

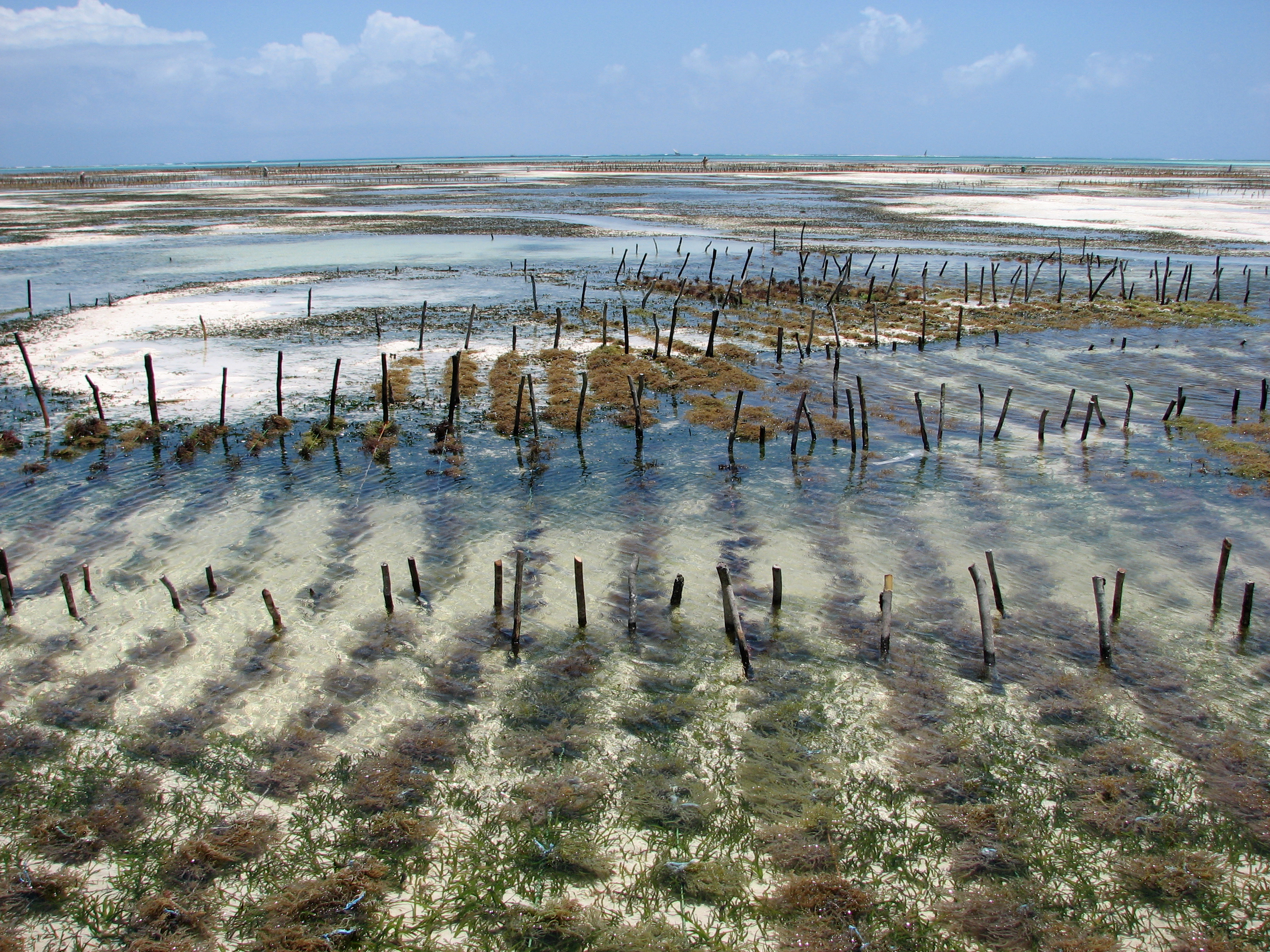
Aquakulturen von Eucheuma in Sansibar

Eucheuma ist eine kommerziell bedeutsame Gattung der Rotalgen. Der Seetang wird zur Herstellung von Carrageen verwendet. Man findet sie als Zusatzstoff in Kosmetika und Lebensmitteln, in den Anbauländern wird sie als Nahrungsmittel verwendet.

## Beschreibung
Die Wuchsform ist sehr variabel. Der Thallus ist manchmal lang und lose verzweigt mit wenigen stumpfen oder klaren kleinen Zweigstellen, manchmal dicht verzweigt mit vielen groben, stacheligen Verzweigungen. Die Zweigstellen sind unregelmäßig an unbestimmten Hauptstämmen angeordnet, ohne Wirbel zu bilden. Im Querschnitt eines Zweigs erkennt man Markstränge, bestehend aus großen abgerundeten Zellen durchsetzt mit kleinen, relativ dickwandigen Zellen.

## Verbreitung und Ökologie
Es handelt sich bei Eucheuma um die häufigste und am schnellsten wachsende Species auf den Philippinen. Die Rotalgen wachsen gewöhnlich auf sandigen Korallen bis steinigen Untergründen von der unteren Gezeitenmarke bis zur subtidalen Zone, wo die Wasserbewegung langsam bis moderat ist. Sie wachsen mit Apikalmeristem mit sich aktiv teilenden Zellen an der Spitze der Verzweigungen. Zudem zeigen sie einen dreiphasigen Lebenszyklus bestehend aus einem Gametophyt (n) (diözisch), Karposporophyt (2n) und dem Sporophyt. Gametophyt und Sporophyt sind die großen Phasen im Lebenszyklus, während letztere robuster ist. Zudem ist bei Eucheuma die hohe vegetative Regenerationskapazität charakteristisch, was Anbauer zu ihrem Vorteil nutzen können.

## Verwendung
Die wichtigste industrielle Anwendung ist die Gewinnung von Carrageen, häufig Seetangmehl genannt. Ungefähr 25 % des Trockengewichts ist Carrageen. Die raffinierte Form kann als Lebens- und Futtermittel eingesetzt werden. In Indonesien und auf den Philippinen wird Eucheuma roh als Salat verzehrt. In Europa sind verarbeitete Eucheuma-Algen als Lebensmittelzusatzstoff E 407a allgemein in Lebensmitteln mit wenigen Ausnahmen höchstmengenunbegrenzt zugelassen.